# Turimbert (comte d'Ogo)
Turimbert, parfois Turumbert, est un comte d'Ogo (Gruyère) ayant vécu au Xe siècle.

## Biographie
La filiation de Turimbert (apparaissant sous les formes Turumbert, Turimberte, Turimberto , Turimberti, Turimbertum, dans la documentation) n'est pas connue.
Avec la naissance de la Bourgogne-Transjurane en 888 l'Helvétie devient une nouvelle monarchie ayant à sa tête Rodolphe Ier de Bourgogne issu de la dynastie germanique des Welf.
Parmi les terres que Rodolphe Ier de Bourgogne a sous son administration se trouve l'Ogo ou Hochgau, soit le « Pays d'Enhaut » qui est un ancien pagus gallo-romain mentionné pour la première fois sous ce nom en 923 et compris à ce moment dans le comté de Vaud. 
L'Ogo, qui est donc un pagus minor, ou district, occupe la totalité de la haute vallée de la Sarine dont le chef-lieu est Château-d'Œx et les villes principales Bulle et Riaz nommée Villa Roda. C'est de Château-d'Œx que Turimbert exercera le droit de justice pour les eaux et la forêt ; cet office est alors désigné sous le nom de Gruerie et deviendra avec le temps le nom propre de la famille de Gruyère qui portera le titre de comte dès le Xe siècle comme le prouve la charte de fondation du prieuré de Rougemont. 
À cette époque il était courant qu'un grand officier, nommé forestarii, soit investi de cette charge dans le but d'assurer l'inspection et la conservation des forêts. Avec l'affaiblissement du pouvoir royal les Grands-Gruyers ou comtes-forestiers rendront leurs titres héréditaire et s'érigeront en seigneurs.
Vers le début du Xe siècle, Turimbert et son épouse réalisent un échange avec l'évêque de Lausanne, Boson/Boso,. Cet échange ne parle pas de la ville de Gruyère, mais de Bulle et de Riaz qui, toutes deux, faisait alors partie de l'Ogo,. D'après la documentation, Turimbert aurait possédé des biens dans le pays d'Ogoz (Ogo), toutefois Pierre Zwick (2013) rappelle que ce 
« toponyme est trop vague et trop répandu pour pouvoir être assimilé avec certitude au pays de Gruyère. »
Il apparait aux côtés de sa femme, Emine (Avane), et de sa fille, Adélaïde, dans un acte du 18 avril 930.

## Famille
La descendance de Turimbert n'est pas connue.
Turimbert aurait épousé, selon une charte, Avane (Avana, Emine) et aurait eu : 
- Adélaïde[5].

Une tradition a voulu faire descendre les Gruyère de ce personnage. Zwick (2013) considère, qu'en l'état actuel des connaissances, ce rattachement « n'est pas possible ».